# Toni Liversage
Toni Liversage, född 1 januari 1935 i Köpenhamn, död 13 juni 2014, var en dansk författare.

## Biografi
Liverage, som var dotter till författaren Børge Kristian Theilgaard Madsen (1909–1978) och tekniske tecknaren Vibeke Marianne Bølling (1909–1987), växte upp i Tårnby och senare Birkerød som äldst av fyra syskon. Hennes far var sjuklig och hemmet präglades av fattigdom. Trots detta besöktes hemmet av många konstnärligt och politiskt verksamma personer och fadern tog ofta henne med på trotskistiska möten. Tack vare stöd från mer välbeställda vänner blev hon student vid Birkerød Statsskole 1954. Hon blev intresserad av Östeuropa och började studera slaviska språk vid Köpenhamns universitet, studerade 1957 och 1959 i Belgrad genom stipendier och blev 1965 magister artium i slavisk filologi med jugoslavisk litteratur som huvudämne. Hennes magisterkonferens handlade om Ivo Andrićs författarskap. Hon var därefter verksam författare och översättare.
Liversage utvecklade tidigt en antimilitaristisk attityd och hon deltog i antikärnvapenmarscherna 1960–1961. Hon var under 1960-talet aktiv i FNL-rörelsen och i Socialistisk Folkeparti samt deltog 1967 i det stiftande mötet för Venstresocialisterne, men ansåg att båda partierna saknade förståelse för kvinnofrågor. Hon var även medlem i Dansk Kvindesamfunds (DK) ungdomskrets. År 1968 ombildades denna till den självständiga organisationen Individ og Samfund i protest mot DK:s passivitet i abortfrågan. År 1970 hölls det möte som blev startskottet för Rødstrømpernes första aktion. Denna rörelse kom att stor få betydelse för henne, hon deltog hon i flera av rörelsens kollektiva bokprojekt och kom att ingå i redaktionen för tidningen Kvinder som startade 1975. Hennes främsta insats under denna tid var dock några böcker om kvinnors historiska betydelse. Kvinden og historien (1972), som blev kom att bli betydelsefull för den kvinnohistoriska forskningen, och därefter Mary og revolutionen (1974) och Da kvinderne måtte gå under jorden (1975), som behandlar Mary Wollstonecraft och engelska suffragetterna. Conquering the Word (1980) är en komparativ studie av kvinnors betydelse inom den tidiga arbetarrörelsen i England, Tyskland, Danmark och USA med tonvikt på kvinnoorganiserade strejker och vikten av kampen för preventivmedel. År 1990 utgav hon The Great Goddess of Prehistoric Matriarchates.
Under 1980-talet inriktade sig Liversage på fredsarbete ur kvinnoperspektiv. Hon deltog i kvinnornas internationella fredsläger som startade 1981 vid Greenham Common Royal Air Force Base, År 1987 utgav hon boken Fra Gandhi til Greenham Common, i vilken hon beskrev den attityd till civil olydnad och icke-våld som låg till grund för hennes engagemang. År 1995 invaldes hon i styrelsen för Internationella kvinnoförbundet för fred och frihet. Hon var även involverad i grupper som upprätthöll dialog med oppositionen i länderna i Östeuropa, däribland Charta 77. Efter Berlinmurens fall 1989 anslöt hon sig till vad hon kallade en "Helsingforsprocess underifrån" som medlem i Helsinki Citizens’ Assembly (HCA), en frivillig och oberoende grupp ansluten till Organisationen för säkerhet och samarbete i Europa.
Liversage var sedan slutet av 1980-talet ordförande i Dansk Forfattarforenings (DF) internationella kommitté och verkade för bland uppmärksammandet av bosniska flyktingförfattare. Under jugoslaviska krigen var hon officiell dansk valobservatör, men hon bidrog även till det mer informella stödet för de demokratiska krafterna i området, bland annat  genom deltagande i Fredskaravanen 1991. Ett av resultaten var bildandet av den antimilitaristiska och antipatriarkala gruppen Kvinnor i svart i Belgrad. År 1989 tilldelades hon Dansk Forfattarforenings kvinnogrupps Thit-pris. Hon utgav memoarerna Hvad skal det nytte? (1998).